# Powiat Weißeritz
Powiat Weißeritz (niem. Weißeritzkreis) − były powiat w rejencji Drezno, w niemieckim kraju związkowym Saksonia. 1 sierpnia 2008 w wyniku reformy administracyjnej został połączony z powiatem Sächsische Schweiz tworząc powiat Sächsische Schweiz-Osterzgebirge.
Stolicą powiatu Weißeritz było Dippoldiswalde.